# Валеларга (Л'Аквила)
Валеларга (итал. Vallelarga) је насеље у Италији у округу Л'Аквила, региону Абруцо.
Према процени из 2011. у насељу је живело 208 становника. Насеље се налази на надморској висини од 509 м.